# Jean Henri Hassenfratz
Jean Henri Hassenfratz, född 20 december 1755 i Paris, död 26 februari 1827 i Paris, var en fransk mineralog, fysiker, kemist och politiker.  
Hassenfratz, först snickare, kom som ung till Martinique, och lärde sig genom självstudier byggteknik. Han företog 1783, på uppdrag av franska regeringen, en resa till Steiermark, Kärnten och andra delar av Österrike för att studera järn- och ståltillverkning. Efter hemkomsten fick han anställning hos Lavoisier. 
Sedan revolutionen utbrutit 1789 slöt han sig till republikanerna, inträdde i jakobinklubben och blev medlem av "kommunen", men försökte så gott han kunde mildra skräckväldets fasor. Så till exempel genomdrev han att den till natten den 30 maj 1793 beslutade häktningen av girondisterna uppsköts och räddade därigenom mångas liv och frihet. 
Hassenfratz argumenterade för fördelarna av en omorganisation av militärskolan och om upprättandet av École polytechnique, vid vilken han 1794 utnämndes till professor i fysik. Åren 1797-1814 var han professor vid den nyinrättade bergsskolan.